# Llaneros FC

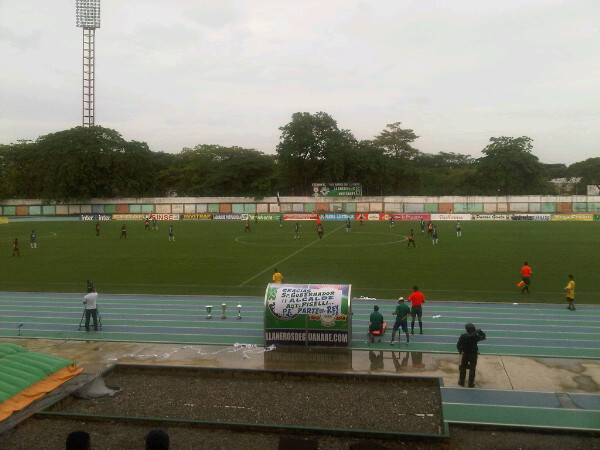
Llaneros FC in een thuiswedstrijd

Llaneros Fútbol Club is een Venezolaanse voetbalclub uit Guanare. De club werd in 1985 opgericht en speelt in de Primera División. In 2016 degradeerde de club uit de hoogste klasse. In 2018 kon de club weer promotie afdwingen. 

## Bekende (oud-)spelers
- Alain Baroja